# Temple de Mariamman

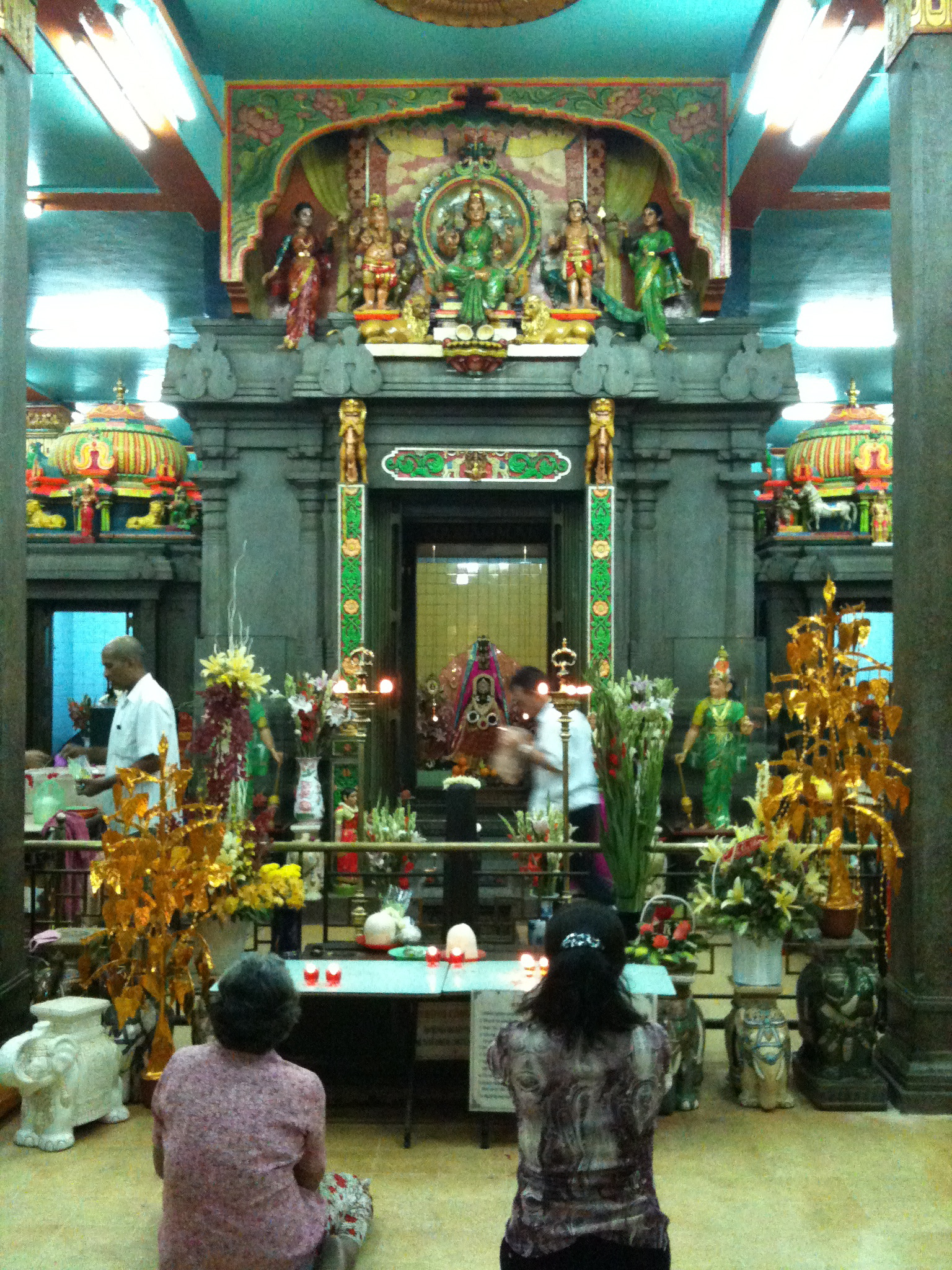
Intérieur du temple.

Le temple de Mariamman est un temple hindouiste situé à Hô Chi Minh-Ville (Saïgon) dans le sud du Viêt Nam. Il est dédié à la déesse Mariamman.
Ce temple a été construit à la fin du XIXe siècle par des négociants tamouls venus du comptoir français de Pondichéry installés à Saïgon qui était à l'époque la capitale de la Cochinchine de l'Indochine française. Une communauté hindoue travaillait alors dans le négoce et dans les docks du port. La plupart d'entre eux ont dû fuir le Viêt Nam pendant la guerre du Vietnam et à la chute de Saïgon. Le temple a été fermé par les autorités en 1975 pour en faire un entrepôt.
Il a été rendu au culte en 1993 grâce à des négociations diplomatiques entre l'Inde et le Viêt Nam. L'Inde étant un pays laïc, ce temple fut plutôt rendu au culte Hindou par courtoisie par le Vietnam, qui reconnaissait ainsi une présence culturelle ancienne de ressortissants Indiens au Vietnam. Mais surtout, cette restitution était symbolique, visant à donner un signe fort de la normalité des relations diplomatiques entre l'Inde et le Vietnam, au moment où le Vietnam normalisait aussi ses relations diplomatiques avec les États-Unis.  
Aujourd'hui une cinquantaine de familles de descendants de métis tamouls-vietnamiens ou de Tamouls immigrés constituent le gros des fidèles avec quelques Vietnamiens ou Sino-vietnamiens attirés par la spiritualité hindoue.